# تشارلز باند
تشارلز باند (بالإنجليزية: Charles Band)‏ هو كاتب سيناريو ومنتج أفلام ومخرج أمريكي، ولد في 27 ديسمبر 1951 في لوس أنجلوس في الولايات المتحدة.

## وصلات خارجية
- الموقع الرسمي
- تشارلز باند على موقع IMDb (الإنجليزية)
- تشارلز باند على موقع روتن توميتوز (الإنجليزية)
- تشارلز باند على موقع ألو سيني (الفرنسية)
- تشارلز باند على موقع أول موفي (الإنجليزية)
- تشارلز باند على موقع قاعدة بيانات الأفلام السويدية (السويدية)
- تشارلز باند على موقع إن إن دي بي (الإنجليزية)
- تشارلز باند على موقع قاعدة بيانات الفيلم (الإنجليزية)
- تشارلز باند على موقع كينوبويسك (الروسية)